# علنج رباعي السداة
علنج رباعي السداة (الاسم العلمي:Alangium tetrandrum) هو نوع من النباتات يتبع جنس العلنج من الفصيلة القرانية.